# Cuatro Lugares
Los Cuatro Lugares es la denominación tradicional de una agrupación de poblaciones compuesta por los municipios de Hinojal, Monroy, Santiago del Campo y Talaván, pertenecientes a la provincia de Cáceres, en la Comunidad Autónoma de Extremadura, España. Estas localidades conforman, desde 2005, la Mancomunidad Intermunicipal de Servicios de los Cuatro Lugares. Hasta principios del siglo XX era conocida esta comarca con el nombre de Los Cuatro Lugares del Campo.
Entre los cuatro municipios ocupan una superficie de 439,71  km² y suman un total de 2646 habitantes (INE 2008). La densidad de población es de 6,02 hab/ km².
Los municipios se asientan en la penillanura Trujillano-Cacereña. El territorio se ve delimitado hacia el sur por el río Almonte, cuyas aguas desembocan al oeste de la zona en el río Tajo. Este curso fluvial sirve de frontera de estas tierras en su parte norte. El curso de ambos ríos se ve afectado por el Embalse José María Oriol-Alcántara II.
Los términos municipales lindantes son los de Cañaveral, Casas de Millán y Serradilla al Norte, Cáceres y Trujillo al Sur,  Torrejón el Rubio y Trujillo al Este y Garrovillas de Alconétar al oeste.
Pertenecientes hoy al Partido Judicial de Cáceres, en la antigua configuración de trece partidos judiciales tradicionales de la provincia de Cáceres, estos municipios formaron parte del Partido judicial de Garrovillas.
Aunque los cuatro municipios crearon su propia mancomunidad de servicios, en el año 2005 entraron a formar parte de la Mancomunidad Tajo-Salor
| Municipio          | Población (2008) | Superficie (km²) | Densidad (hab./km²) |
| ------------------ | ---------------- | ---------------- | ------------------- |
| Hinojal            | 439              | 63,45            | 6,92                |
| Monroy             | 979              | 204,45           | 4,79                |
| Santiago del Campo | 311              | 73,33            | 4,24                |
| Talaván            | 917              | 98,48            | 9,31                |
| Total              | 2646             | 439,71           | 6,02                |

## Administración
La tradicional agrupación de los municipios de los Cuatro Lugares no siempre se tradujo en una unidad jurídica. El 22 de diciembre de 1979 quedó constituida la Mancomunidad de Aguas de Talaván, Hinojal y Santiago del Campo, basada en la gestión del abastecimiento de agua potable del Embalse de Talaván, común a las tres localidades. La sede del organismo se instaló en el Ayuntamiento de Talaván y realizó cambios en sus Estatutos en 1998.
En 2005, con la modificación de los Estatutos y la incorporación de Monroy, se creaba la Mancomunidad Intermunicipal de Servicios de los Cuatro Lugares.
En la sesión de 12 de julio de 2005 se constituyó la Junta de Gobierno. A partir de entonces, además de la gestionar la captación y abastecimiento de agua, el organismo incluyó en sus estatutos la posibilidad de prestar otros servicios, tales como la recogida de residuos sólidos, la creación de una Oficina Urbanística con plaza de Arquitecto Técnico y de una Agencia de Empleo y Desarrollo, la promoción turística y medioambiental, los servicios sociales de base o la gestión cultural y de ocio. 
Paralelamente, en julio de 2005, los Cuatro Lugares y las localidades de Alcántara, Mata de Alcántara y Piedras Albas entraron a formar parte de la Mancomunidad Tajo-Salor, pasando esta agrupación de los ocho a los quince municipios que la conforman en la actualidad. Esta asociación les aporta a los Cuatro Lugares nuevas prestaciones, como son los programas sociales financiados con fondos europeos. A partir de ese momento, la Mancomunidad Tajo-Salor comenzó a prestar algunos de los servicios recogidos en los estatutos de los Cuatro Lugares, quedando dedicada dicha Mancomunidad exclusivamente a la prestación de captación, tratamiento y distribución de aguas.
En la actualidad el presidente es don Teófilo Durán Breña, Alcalde de Hinojal por el Partido Popular, hallándose la sede del organismo en el consistorio de Talaván.

## Comunicaciones
Las relaciones de los municipios de los Cuatro Lugares se basan en su cercanía a la capital provincial. Las localidades pueden acceder a la ciudad de Cáceres mediante la carretera autonómica EX-390 (Cáceres-Torrejón el Rubio) que cruza el territorio y, pese a que no atraviesa ningún núcleo de población de la comarca, todos cuentan con un acceso a esta vía. Esta carretera, a su vez, permite la conexión con el Parque nacional de Monfragüe
Otra posibilidad es la Autovía Ruta de la Plata A-66, con accesos directos a Hinojal y Santiago del Campo, y conectada con Talaván y Monroy mediante la carretera autonómica EX-373 (N-630-EX-390 por Talaván) Esta autovía pone en contacto a los Cuatro Lugares con ciudades extremeñas como Plasencia o la capital autonómica, Mérida. 
Si bien la N-630 Ruta de la Plata (Gijón-Sevilla) no cruza el territorio, la citada EX-373 permite el acceso a la misma.
Mediante una carretera comarcal, actualmente en malas condiciones, desde Monroy se puede tomar la CC-47 hasta la intersección con la EX-208 (Plasencia-Zorita) y desde allí tomar la EX-385 hasta Jaraicejo, para así acceder a la Autovía del Suroeste A-5 (Madrid-Badajoz). 
También desde Monroy parte la CC-128 que, tras finalizar en la EX-208, conecta la localidad con Trujillo.

### Transporte
Todas las localidades están conectadas por una misma línea de autobuses con la ciudad de Cáceres. La empresa EMIZ S. L. ofrece el servicio de la línea regular JEV-016-2 (Torrejón el Rubio-Cáceres) en sentido ida y vuelta los días laborables, añadiendo otro servicio más en días alternos (lunes, miércoles y viernes).
Los servicios ferroviarios más cercanos se encuentran en las estaciones de ferrocarril de Cáceres y de Cañaveral. La estación de trenes más próxima es la de Río Tajo, pero no presta servicio actualmente.
La terminal aérea más cercana es la del Aeropuerto de Badajoz. En un futuro, de llevarse a cabo su proyecto, estaría más cercano el Aeropuerto internacional de Extremadura.

## Servicios

### Sanidad
Los Cuatro Lugares pertenecen al Área de Salud de Cáceres y a la Subárea de Talaván. Existen consultorios locales en Hinojal, Monroy y Santiago del Campo, y el Centro de Salud de Talaván, que dispone de Punto de Atención Continuada.

### Seguridad
Existen puestos de la Guardia Civil en las localidades de Monroy, Santiago del Campo y Talaván.

### Educación
Para cursar los estudios de Infantil y Primaria, los colegios de cada una de las localidades se agrupan en el Centro Rural Agrupado “Los Cuatro Lugares”, con cabecera en la localidad de Talaván

## Tradiciones
Entre otras, una tradición que comparten los Cuatro Lugares se centra en la jornada del 2 de febrero, Día de las Candelas. La celebración tiene como punto central a las Purificás, un grupo de chicas jóvenes ataviadas con trajes típicos. Se inician los actos con una procesión a las afueras de los templos parroquiales, en las que se portan velas, que deben de permanecer encendidas como signo de buena suerte para los campos. Mientras los fieles entran a la iglesia, las Purificás esperan a la entrada entonando cánticos, acompañados de la pandereta, pidiendo la entrada en el templo. La Virgen es llevada en andas por las Purificás, que dentro del templo entonan nuevos cánticos y se deposita la imagen del Niño Jesús en el altar. En algunos casos se sueltan palomas. Al término del acto se reparten dulces típicos. El rito presenta diferencias en cada localidad, que tampoco es una tradición exclusiva de los Cuatro Lugares, pero sí coincidente.
Otro acto conjunto ha sido la celebración del Día de Extremadura, el 8 de septiembre, a la que se añade la localidad de Torrejón el Rubio. Los actos se han venido celebrando cada año en una de las cinco localidades.